# 舊羅德鎮
舊羅德鎮（英語：Old Road Town）是加勒比海島國聖基茨和尼維斯聖基茨島聖托馬斯米德艾蘭區的最大城鎮，位於該島西南海岸，米德艾蘭以東，由托馬斯·華納始建於1624年1月28日，2012年人口1,647人。